# Diane Dixonová
Diane Dixonová (* 23. září 1964, New York) je bývalá americká atletka, která se věnovala hladké čtvrtce.
Dvakrát startovala na olympiádě - v Los Angeles v roce 1984 byla členkou vítězné americké štafety na 4 × 400 metrů, v Soulu o čtyři roky později skončila štafeta USA i s Dixonovou ve finále běhu na 4 × 400 metrů druhá. V této disciplíně startovala i na světových šampionátech. V roce 1987 získala se svými kolegyněmi bronzovou medaili, v roce 1991 stříbrnou. Největších úspěchů dosáhla na halových mistrovstvích světa. V letech 1985 a 1991 se stala halovou mistryní světa v běhu na 400 metrů, v roce 1989 získala v této disciplíně stříbrnou medaili a v roce 1991 byla členkou bronzové americké štafety na 4 × 400 metrů.

## Osobní rekordy
- 400 m (dráha) – 49,84 s – 1988
- 400 m (hala) – 50,64 s – 1991